# Ian Atherly
Ian Atherly, né le 15 juillet 1954, est un coureur cycliste sur piste trinidadien, spécialisé dans les épreuves de vitesse, médaillé aux Jeux du Commonwealth. Actuellement président de la Point Lisas Industrial Port Development Company, une société publique propriétaire et bailleur du port de Point Lisas, il a été maire de San Fernando. Il participe également à des compétitions de dragster sur deux-roues avec un certain succès.

## Palmarès

### Jeux du Commonwealth
- Christchurch 1974
  -  Médaillé de bronze de la vitesse individuelle.
  - 11e du kilomètre[5].
  - Participation à la course scratch[5].
- Edmonton 1978
  - Participation à la vitesse individuelle[5].

### Championnats panaméricains
- Cali 1974
  - Sixième de la vitesse individuelle[6].
- San Cristóbal 1976
  -  Médaillé d'argent de la vitesse individuelle.
- Saint-Domingue 1978
  -  Médaillé de bronze de la vitesse individuelle.

### Jeux d'Amérique centrale et des Caraïbes
- Medellín 1978
  -  Médaillé d'argent de la vitesse individuelle[7].